# Xerosicyos
Xerosicyos es un género con cuatro especies de plantas con flores perteneciente a la familia Cucurbitaceae. 

## Especies seleccionadas
| - Xerosicyos danguyi - Xerosicyos decaryi - Xerosicyos perrieri - Xerosicyos pubescens |